# Меморијални природни споменик Спомени парк Црни врх
Меморијални природни споменик Спомени парк Црни врх је значајно место новије историје Косова и Метохије. Налази се на територији општине Пећ.

## Историјат
Године 1937. је у Пећи основан Обласни комитет Савеза комуниста Југославије за Косово и Метохију. Спомен-парку Црни врх се придаје посебан образовно – васпитни значај због Народно ослободилачке борбе народа Југославије. Заштита је установљена 1977. године над површином од 112 хектара Решењем о проглашењу меморијалног спомен-парка Црни врх код Пећи број 02–633/1 – СО.